# Lady Be Good (film 1941)

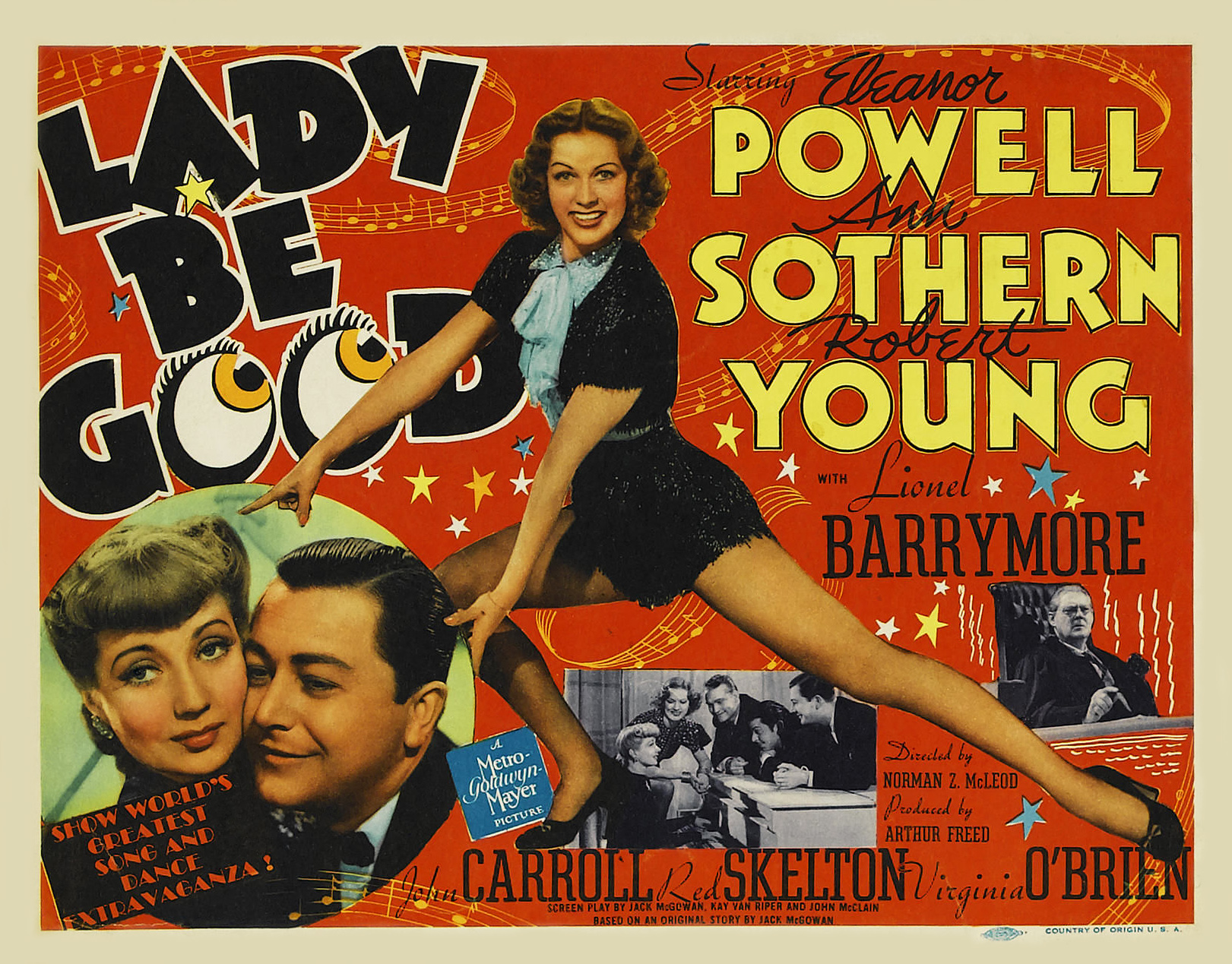
Locandina del film

Lady Be Good è un film statunitense del 1941 diretto da Norman Z. McLeod.
Il film trae il titolo e la canzone principale (Oh, Lady Be Good!) dal musical di George Gershwin e Ira Gershwin del 1924 Lady, Be Good, anche se non vi sono altre correlazioni con esso.
Nell'ambito dei Premi Oscar 1942 il film ha ricevuto la statuetta nella categoria "migliore canzone" per The Last Time I Saw Paris (musica di Jerome Kern, testo di Oscar Hammerstein II).